# Jakob Milovanovič
Pour les articles homonymes, voir Milovanović.
Jakob Milovanovič (né le 18 mars 1984 à Kranj en République socialiste de Slovénie) est un joueur professionnel de hockey sur glace slovène. Il évolue au poste de défenseur.

## Biographie

### Carrière en club
En 2000, il commence sa carrière en Ligue Slovène dans son club formateur du HK Triglav, basé dans sa ville natale. Jusqu'en 2004, il s'aguerrit parallèlement en jouant dans le championnat junior. En 2005, il quitte la Slovénie pour rejoindre les Diables Rouges de Briançon en Ligue Magnus grâce à son compatriote Edo Terglav, également originaire de Kranj. L'international slovène le fait connaître à Luciano Basile, entraîneur de l'équipe. En effet, deux défenseurs à l'essai, Tim Donnelly et Lukas Frank, ne sont pas retenus après les premiers matchs de pré-saison. Tout comme le défenseur tchèque Miroslav Dvořák, Jakob fait ses débuts avec la tunique rouge lors du tournoi Vertmarine se disputant à Montpellier le 26 août 2008. Sa vivacité et sa fougue séduisent rapidement le public de René Froger. Ce défenseur fait alors ses premières apparitions en sélection nationale slovène sénior. Il participe à la finale de Coupe de France perdue contre Dijon. La saison suivante, l'équipe termine troisième de la saison régulière et affronte Amiens en quart de finale. Lors du deuxième match, les deux équipes sont à égalité deux partout et il reste une minute de jeu dans le temps règlementaire. l'international hongrois Viktor Szélig voit le slovène qui sort de prison et lui passe la rondelle. Milovanovič prend de vitesse Julian Marcos et bat le portier Éric Raymond. Briançon remporte la confrontation trois victoires à zéro. Lors de la série contre Grenoble, perdue trois victoires à deux, il est expulsé lors du second match après une charge sur l'attaquant tchèque Martin Masa. Il écope de cinq matchs de suspension qui prennent effet au début de la saison 2007-2008. Cette saison-là, Briançon fait longtemps la course en tête lors de la saison régulière mais cafouille lors des derniers matchs et termine seconde derrière les Dragons de Rouen. L'équipe échoue en finale de la Coupe de la Ligue puis en finale de la Ligue Magnus contre cette même équipe. Malgré cela, la paire qu'il forme avec Viktor Szélig est la base la plus solide de l'arrière garde haut-alpine lors des séries. Les deux joueurs signent à nouveau avec les diables rouges pour la Ligue Magnus. L'équipe est battue en huitième de finale de la Coupe de France chez les Ducs de Dijon 3-1. Elle s'incline en finale de Coupe de la Ligue contre les Brûleurs de Loups de Grenoble 4-3 après prolongation. Les briançonnais, premiers de la saison régulière, sont défaits trois victoires à une en finale de la Ligue Magnus contre cette même équipe. Les grenoblois réalisent le quadruplé avec en plus le match des champions et la Coupe de France.
En 2009, il signe à Grenoble. L'équipe remporte Match des Champions contre les diables rouges 1-0.
Il quitte la France pour rejoindre la Slovaquie. L'entraîneur Anton Tomko, qui l'avait connu à Kranj, le fait venir au MsHK Žilina. Il n'y reste qu'une saison et y revient jouer quelques matchs en 2014 après être passé par l'Italie, la Pologne, Briançon, et Grenoble. 
Au cours de l'été 2016 il rejoint finalement Lyon où son compatriote Mitja Šivic lui offre la place de capitaine[réf. nécessaire].

### Carrière internationale
Il représente l'Équipe de Slovénie de hockey sur glace. Il a participé à deux championnats du monde moins de 18 ans en 2001 et 2002, et à deux championnats du monde junior en 2003 et 2004. En novembre 2005, il est appelé pour la première fois en sélection senior par le sélectionneur František Vyborny lors de la manche de l'Euro Ice Hockey Challenge se déroulant à Bled. Le 12 février 2006, il marque son premier but en équipe nationale contre la Croatie. Lors des mondiaux 2006, il est surnuméraire lors du premier tour mais dispute un match contre l'Italie lors de la poule de relégation qui condamne l'équipe à la descente en division 1. En 2007, durant la préparation pour les mondiaux division 1, il est le dernier défenseur écarté par le sélectionneur Ted Sator. En 2008, le nouveau sélectionneur Mats Waltin l'aligne aux côtés de Miha Rebolj sur la troisième paire défensive des Lynx. Lors du tour préliminaire, l'équipe termine quatrième de son groupe et joue le barrage de relégation contre la Slovaquie. Elle s'incline 5-1 lors du premier match. Le lendemain, Jakob réalise une assistance sur le but de David Rodman puis grâce à une égalisation de Anže Kopitar en fin de troisième tiers, les deux équipes vont en prolongation. Le slovaque Ľubomír Višňovský donne la victoire à son équipe aux tirs au but. La Slovénie est reléguée en division 1 pour 2009.
Un nouveau sélectionneur, John Harrington, arrive aux commandes en 2009 pour le compte du groupe E du tournoi de qualification olympique de Vancouver 2010. Milovanovič joue en troisième ligne avec Andrej Tavželj, son ancien coéquipier à Kranj. À Hanovre, les lynx terminent derniers après avoir perdus les trois matchs contre l'Autriche, le Japon et l'unique qualifié, l'Allemagne.
Lors du mondial 2009, il joue aux côtés de Žiga Pavlin sur la première ligne de défense. Le Kazakhstan l'emporte 2-1 face aux slovènes et est promu en élite pour l'édition 2010. Les slovènes terminent seconds de la division 1 groupe A. Milovanovič inscrit deux buts en supériorité numérique lors de ce championnat.
Il fait son retour en équipe nationale pour le mondial de D1A en 2016 que l'Équipe de Slovénie remporte, un an seulement après avoir été rétrogradée de l'Elite. 

## Statistiques

### En club
| Saison    | Équipe           | Ligue             |    | Saison régulière | Saison régulière | Saison régulière | Saison régulière | Saison régulière | Saison régulière |   | Séries éliminatoires | Séries éliminatoires | Séries éliminatoires | Séries éliminatoires | Séries éliminatoires | Séries éliminatoires |
| Saison    | Équipe           | Ligue             | PJ | B                | A                | Pts              | Pun              | +/-              | PJ               | B | A                    | Pts                  | Pun                  | +/-                  |                      |                      |
| 2000-2001 | HK Triglav       | Ligue Slovène     | 17 | 1                | 1                | 2                | 6                |                  |                  |   |                      |                      |                      |                      |                      |                      |
| 2001-2002 | HK Triglav       | Ligue Slovène     | 12 | 0                | 2                | 2                | 8                |                  |                  |   |                      |                      |                      |                      |                      |                      |
| 2002-2003 | HK Triglav       | Ligue Slovène     | 22 | 0                | 4                | 4                | 34               | -4               |                  |   |                      |                      |                      |                      |                      |                      |
| 2002-2003 | HK Triglav       | Ligue Slovène Jr. | 16 | 7                | 6                | 13               | 24               | +15              | 5                | 0 | 2                    | 2                    | 20                   |                      |                      |                      |
| 2003-2004 | HK Triglav       | Ligue Slovène     | 15 | 1                | 3                | 4                | 10               | +4               |                  |   |                      |                      |                      |                      |                      |                      |
| 2003-2004 | HK Triglav       | Ligue Slovène Jr. | 14 | 5                | 6                | 11               | 10               | +12              | 4                | 0 | 1                    | 1                    | 8                    |                      |                      |                      |
| 2004-2005 | HK Triglav       | Ligue Slovène     | 21 | 4                | 7                | 11               | 38               | +11              |                  |   |                      |                      |                      |                      |                      |                      |
| 2005-2006 | Briançon         | Ligue Magnus      | 25 | 0                | 2                | 2                | 16               |                  | 2                | 0 | 0                    | 0                    | 2                    |                      |                      |                      |
| 2005-2006 | Briançon         | CdF               | 5  | 0                | 1                | 1                | 0                |                  |                  |   |                      |                      |                      |                      |                      |                      |
| 2006-2007 | Briançon         | Ligue Magnus      | 26 | 2                | 10               | 12               | 32               |                  | 8                | 1 | 0                    | 1                    | 41                   |                      |                      |                      |
| 2006-2007 | Briançon         | CdF               | 4  | 0                | 1                | 1                | 2                |                  |                  |   |                      |                      |                      |                      |                      |                      |
| 2006-2007 | Briançon         | CdlL              | 4  | 0                | 1                | 1                | 20               |                  |                  |   |                      |                      |                      |                      |                      |                      |
| 2007-2008 | Briançon         | Ligue Magnus      | 22 | 2                | 4                | 6                | 10               |                  | 9                | 2 | 5                    | 7                    | 18                   |                      |                      |                      |
| 2007-2008 | Briançon         | CdF               | 3  | 0                | 0                | 0                | 2                |                  |                  |   |                      |                      |                      |                      |                      |                      |
| 2007-2008 | Briançon         | CdlL              | 5  | 2                | 4                | 6                | 0                |                  |                  |   |                      |                      |                      |                      |                      |                      |
| 2008-2009 | Briançon         | Ligue Magnus      | 26 | 7                | 10               | 17               | 38               |                  | 12               | 1 | 3                    | 4                    | 20                   |                      |                      |                      |
| 2008-2009 | Briançon         | CdF               | 1  | 0                | 0                | 0                | 2                |                  |                  |   |                      |                      |                      |                      |                      |                      |
| 2008-2009 | Briançon         | CdlL              | 11 | 1                | 2                | 3                | 2                |                  |                  |   |                      |                      |                      |                      |                      |                      |
| 2009-2010 | Grenoble         | Ligue Magnus      | 22 | 3                | 4                | 7                | 20               |                  | 9                | 0 | 5                    | 5                    | 12                   |                      |                      |                      |
| 2009-2010 | Grenoble         | CdlL              | 10 | 0                | 4                | 4                | 8                |                  |                  |   |                      |                      |                      |                      |                      |                      |
| 2009-2010 | Grenoble         | CC                | 3  | 0                | 2                | 2                | 14               | -1               |                  |   |                      |                      |                      |                      |                      |                      |
| 2010-2011 | MsHK Žilina      | Extraliga         | 50 | 4                | 7                | 11               | 81               | -12              |                  |   |                      |                      |                      |                      |                      |                      |
| 2011-2012 | SG Pontebba      | Serie A           | 38 | 2                | 7                | 9                | 43               |                  | 6                | 4 | 1                    | 5                    | 18                   |                      |                      |                      |
| 2012-2013 | Briançon         | Ligue Magnus      | 22 | 5                | 12               | 17               | 48               | +7               | 8                | 2 | 2                    | 4                    | 8                    | +4                   |                      |                      |
| 2012-2013 | Briançon         | CdF               | -  | -                | -                | -                | -                | -                | 5                | 0 | 3                    | 3                    | 4                    |                      |                      |                      |
| 2012-2013 | Briançon         | CdlL              | 2  | 0                | 0                | 0                | 0                |                  | 4                | 1 | 1                    | 2                    | 2                    |                      |                      |                      |
| 2013-2014 | KTH Krynica      | PHL               | 18 | 4                | 7                | 11               | 24               | +15              | -                | - | -                    | -                    | -                    | -                    |                      |                      |
| 2013-2014 | KH Sanok         | PHL               | 16 | 2                | 13               | 15               | 10               | +21              | -                | - | -                    | -                    | -                    | -                    |                      |                      |
| 2013-2014 | Herning Blue Fox | AL-Bank ligaen    | 7  | 1                | 1                | 2                | 0                |                  | 15               | 2 | 3                    | 5                    | 20                   |                      |                      |                      |
| 2014-2015 | Grenoble         | Ligue Magnus      | 4  | 0                | 1                | 1                | 6                | +3               | -                | - | -                    | -                    | -                    | -                    |                      |                      |
| 2014-2015 | Grenoble         | CdlL              | 5  | 0                | 2                | 2                | 4                | +3               | -                | - | -                    | -                    | -                    | -                    |                      |                      |
| 2014-2015 | MsHK Žilina      | Extraliga         | 6  | 2                | 0                | 2                | 4                | 0                | -                | - | -                    | -                    | -                    | -                    |                      |                      |
| 2015-2016 | HDD Jesenice     | INL               | 2  | 0                | 3                | 3                | 0                | -                | -                | - | -                    | -                    |                      |                      |                      |                      |
| 2015-2016 | Grenoble         | Ligue Magnus      | 15 | 2                | 7                | 9                | 6                | +7               | 5                | 0 | 2                    | 2                    | 14                   | 0                    |                      |                      |
| 2016-2017 | Lions de Lyon    | Ligue Magnus      | 33 | 4                | 7                | 11               | 73               | +9               | 5                | 0 | 0                    | 0                    | 8                    | 0                    |                      |                      |

### En équipe nationale
| Année | Compétition                          |   | PJ | B | A | Pts | Pun | +/-                                                        |  | Résultats |
| 2001  | Championnat du monde moins de 18 ans | 4 | 0  | 1 | 1 | 0   | +2  | Première place de la Division 2, accession à la Division 1 |  |           |
| 2002  | Championnat du monde moins de 18 ans | 5 | 0  | 1 | 1 | 6   | +4  | Deuxième place de la Division 1                            |  |           |
| 2003  | Championnat du monde junior          | 5 | 0  | 0 | 0 | 12  | 0   | Deuxième place de la Division 1 groupe B                   |  |           |
| 2004  | Championnat du monde junior          | 5 | 1  | 1 | 2 | 36  | +1  | Troisième place de la Division 1 groupe B                  |  |           |
| 2006  | Championnat du monde                 | 1 | 0  | 0 | 0 | 0   | 0   | Seizième place de l'élite, relégation en D1                |  |           |
| 2008  | Championnat du monde                 | 5 | 0  | 1 | 1 | 2   | -2  | Quinzième place de l'élite, relégation en D1               |  |           |
| 2009  | Qualification Jeux Olympiques        | 3 | 0  | 0 | 0 | 2   | 0   | Quatrième place du groupe E                                |  |           |
| 2009  | Championnat du monde                 | 5 | 2  | 1 | 3 | 6   | -1  | Deuxième place de la division 1 groupe A                   |  |           |
| 2010  | Championnat du monde                 | 5 | 0  | 1 | 1 | 2   | +4  | Remporte la division 1 groupe B, accession à l'élite       |  |           |

### Sélections
| Sélection rencontrée | Date (Compétition) | Total |
| -------------------- | --- | ----- |
| Canada               | 11 février 2006 (amical) 2 mai 2008 (mondial) | 2     |
| Croatie              | 12 février 2006, 1 but (amical) 6 novembre 2009, 1 but (amical) 14 avril 2009, 1 but (mondial) 18 avril 2010 (mondial)                                             | 4     |
| France               | 11 novembre 2006 (amical) 14 décembre 2007 (amical) 15 avril 2011 (amical) 16 avril 2011 (amical)                                                                  | 4     |
| Hongrie              | 10 février 2006 (amical) 10 novembre 2006 (amical) 8 novembre 2009, un but (amical) 23 avril 2010 (mondial) 8 avril 2011 (amical) 9 avril 2011 (amical)            | 6     |
| États-Unis           | 4 mai 2008 (mondial) 2 mai 2008 (amical) | 2     |
| Autriche             | 5 février 2009 (qualification olympique) 12 novembre 2005 (amical) 6 avril 2007 (amical)                                                                           | 3     |
| Norvège              | 15 décembre 2007 (une assistance) (amical) 29 avril 2008 (amical) 11 novembre 2010 (amical)                                                                        | 3     |
| Italie               | 15 mai 2006 (mondial) 9 novembre 2005 (amical) 18 avril 2008 (amical) 4 avril 2009 (amical) 5 avril 2009, une assistance (amical) 7 novembre 2009, un but (amical) | 6     |
| Slovaquie            | 9 mai 2008 (mondial) 10 mai 2008 (une assistance) (mondial) 24 avril 2008 (amical)                                                                                 | 3     |
| Biélorussie          | 10 avril 2007 (amical) 12 novembre 2010 (amical) | 2     |
| Danemark             | 13 décembre 2007 (amical) 12 février 2010 (amical) 14 avril 2010 (amical) 13 novembre 2010 (amical)                                                                | 4     |
| Lettonie             | 6 mai 2008 (mondial) | 1     |
| Japon                | 15 avril 2009, une assistance (mondial) 7 février 2009 (qualification olympique) 11 février 2010 (amical) 12 avril 2010 (amical)                                   | 4     |
| Allemagne            | 8 février 2009 (qualification olympique) | 1     |
| Australie            | 11 avril 2009 (mondial) | 1     |
| Lituanie             | 12 avril 2009, un but (mondial) | 1     |
| Kazakhstan           | 17 avril 2009 (mondial) 13 février 2010 (amical) | 2     |
| Pologne              | 17 avril 2010 (mondial) | 1     |
| Grande-Bretagne      | 20 avril 2010, une assistance (mondial) | 1     |
| Corée du Sud         | 21 avril 2010 (mondial) | 1     |

## Évolution en Ligue Magnus
- Premier match: le 10 septembre 2005 au Mont-Blanc.
- Premier point: le 21 septembre 2005 à Angers.
- Premier but: le 30 septembre 2006 face à Rouen.
- Plus grand nombre de points en un match: 3, 
le 11 octobre 2008 contre Chamonix
le 21 décembre 2008 contre Neuilly-sur-Marne.
- Plus grand nombre de buts en un match: 2, le 21 décembre 2008 contre Neuilly-sur-Marne.
- Plus grand nombre d'assistances en un match: 3, le 11 octobre 2008 contre Chamonix.

## Roller in line hockey
Durant l'intersaison, il pratique parfois le Roller in line hockey.

## Statistiques
Pour les significations des abréviations, voir Statistiques du hockey sur glace.
| Saison | Équipe            | Ligue         |    | PJ | B  | A  | Pts  | Pun |
| 2005   | Mission ASA Naklo | Ligue Slovène | 6  | 4  | 3  | 7  | 1.30 |     |
| 2006   | Mission ASA Naklo | Ligue Slovène | 16 | 11 | 10 | 21 | 4.30 |     |
| 2008   | Shot Team         | Ligue Slovène | 6  | 4  | 3  | 7  | 1.30 |     |